# Fratellanza Nazionale Monarchica di Spagna
La Fratellanza Nazionale Monarchica di Spagna (HNME - Hermandad Nacional Monárquica de España) è un'associazione senza scopo di lucro che difende la costituzione della Spagna e la monarchia parlamentare, volta a promuovere l'istituzione monarchica ed i valori che emana da essa, secondo l'opinione dei suoi aderenti, a beneficio della Spagna e degli spagnoli.

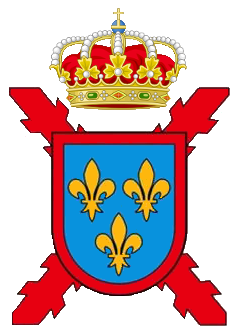
Fratellanza Nazionale Manarchica di Spagna.

## Storia
Ha le sue origini nella  Fratellanza Nazionale Monarchica del Maestrazgo, fondata il 21 ottobre 1961 da D. Ramón Forcadell e  Prats, come istituzione civile e culturale, anche se in realtà venne creata negli anni quaranta, con l'obbiettivo di ripristinare la monarchia dopo la morte del Generale Franco, essendosi formato, da quel giorno, il Consiglio Costituente, consiglio che ha continuato a sviluppare il suo programma di diffusione della monarchia, anche se ufficialmente lo presenterà alla società spagnola, esattamente un anno dopo la morte del Caudillo.
Nel 1970 il Ministero dell'Informazione del Turismo autorizzò la Fratellanza Nazionale Monarchica a livello Nazionale, designando immediatamente una Commissione Permanente, per la preparazione e la costituzione dei Consigli Provinciali di Malaga, Valencia, Barcellona, Navarra, Asturie e delle isole Canarie.
Il 26 gennaio 2012 a Granada è stato eletto Presidente del Consiglio Nazionale di Amministrazione della Fratellanza, il Rettore Francisco Rodriguez Aguado, Presidente Delegato Regionale di Andalusía, Ceuta e Melilla, il quale è stato anche eletto all'unanimità nel corso dell'Assemblea Generale Straordinaria del 1 dicembre 2012 a Madrid. L'Assemblea iniziò cambiando venti punti all'Ordine del Giorno, approvati all'unanimità, Il primo dei quali fu il cambio di nome della Fratellanza, in Fratellanza Nazionale Monarchica di Spagna, con un aumento dei gradi, in modo che qualsiasi monarchico potesse entrare in essa, in quanto fino ad allora vi era soltanto la Gran Croce, e quindi, l'ammissione era stata limitata a pochissimi membri. Così, approvata la proposta all'unanimità, vengono create le nuove categorie ufficiali: Cavalieri-Dame, Commendatore e Commendadora, in aggiunta alla già esistente Gran Croce riservata solo alle personalità.

## Struttura ed Espansione
La Fratellanza Nazionale Monarchica di Spagna, ha filiali in Francia, Italia, Andorra, Svizzera, Paraguay, Messico, Colombia, Brasile e Porto Rico. Tutte queste Delegazioni sono coordinate dalla Segreteria delle Relazioni Internazionale, responsabile del corretto funzionamento della Fratellanza in questi paesi.
Può appartenere alla Fratellanza Nazionale Monarchica di Spagna, chiunque, a prescindere dall'orientamento politico o status sociale, sempre che sia difensore della Costituzione Spagnola, della Monarchia Parlamentare e del Monarca che la incarna.

## Organigramma
La Fratellanza diretta da un Consiglio Nazionale, è composta da un Presidente, due vicepresidenti e una segreteria generale, dalle quali dipendono anche quattro segretarie. Le relazioni con i gli Ordini Nobili, Organi e Corporazioni Ufficiali, Relazioni Internazionali e, infine, Stampa e Comunicazioni. Fanno parte del Consiglio Nazionale, in qualità di membri i Presidenti delle diverse Delegazioni Regionali della Fratellanza.

## Vincoli
La Fratellanza non fu registrata come richiedeva la nuova legge delle Associazioni, fino al 22 marzo 1978, dovendo adattare i propri Statuti, approvati  a quella data, da parte del Ministero degli Interni con il numero di pratica 21.546.
La Fratellanza Nazionale Monarchica Spagnola è integrata nel sistema di organizzazioni della società civile, e registrata dal giugno 2015, nella Base dati della società civile della DESA, o Dipartimento degli affari economici e sociali delle Nazioni Unite.